# Costanzo Antegnati
Costanzo Antegnati, né le 9 décembre 1549 à Brescia et mort le 14 novembre 1624, est un organiste, facteur d'orgues et compositeur de musique classique italien.

## Biographie
Costanzo Antegnati naît à Brescia, dans une famille de prolifiques facteurs d'orgues, une profession qui inclut également son père Graziadio. Il est éduqué musicalement par Giovanni Contino et Girolamo Cavazzoni.

### Facteur d'orgue
À 21 ans, il est envoyé par son père, qui rassure le duc Guglielmo Gonzaga sur les capacités de son fils, à réparer l'orgue de la Basilique palatine de Sainte-Barbara à Mantoue. De plus, Costanzo travaille avec son père à la construction de l'orgue Antegnati, à la fois le plus grand et le plus célèbre du monde, qui est construit en 1581 pour les frères de l'église Saint-Joseph de Brescia.
En 1595, il est commandité par Catherine Gonzaga, fille du marquis Alfonso Gonzaga, pour la construction de l'orgue de l'église Saint-Erasmus Prepositurale de Castel Goffredo. Bien que peu de ses instruments subsistent, le remarquable orgue Antegnati de l'église Saint-Nicolas (1588) à Bergame est restauré en 1996. Il est surtout connu pour l'œuvre L'arte organica (1608) qui fournit des détails techniques sur 144 orgues construits par sa famille, des règles sur l'accordage des orgues et des clavecins, et des conseils concernant l'enregistrement des orgues.

### Organiste et compositeur
Costanzo est organiste à la cathédrale de Brescia de 1584 à 1619,. Bien qu'il ait subi un accident vasculaire cérébral vers 1600, il continue d'être organiste principal. Il est relevé de ses fonctions d'organiste en 1620 en raison de sa main gauche estropiée. Il n'est pas démis de ses fonctions et de son salaire, car il est jugé « digne de la ville ».
Il écrit plusieurs messes et madrigaux entre 1571 et 1592, et publie un livre de pièces d'orgues, incluant quelques-unes des siennes, en 1608. En 1571, il publie, à Venise, Il Primo Libro de Madrigali a Quatro Voci con uno Dialogo a Otto. Par la suite, il publie, presque tous les deux ans, des anthologies de compositions principalement sacrées (messes, psaumes et motets), mais aussi des œuvres profanes.